# Synagoga w Karniowie
Synagoga w Karniowie (cz. Krnovská synagoga) – synagoga znajdująca się w Karniowie (cz. Krnov, niem. Jägerndorf), w północno-wschodnich Czechach, w powiecie Bruntál, przy ulicy Soukenickiej 28 (wtedy Tempelring, potem Tuchmacherring, następnie Gottwaldova třída). 3 maja 1958 obiekt został wpisany na państwową listę ochrony zabytków w Czechach.

## Historia
Synagoga została zbudowana w latach 1870–1871, według projektu architekta Ernsta Latzela, w miejscu gdzie wcześniej znajdowały się mury obronne, na skraju miasta. Całkowita cena budowy synagogi wyniosła 26 000 złotych reńskich, z tego 500 złotych reńskich było udziałem cesarza Franciszka Józefa I. Synagoga została poświęcona 5 czerwca 1872(dts) przez brneńskiego rabina Barucha Jakoba Placzka.
Przestała służyć celom kultowym po aneksji Kraju Sudetów (niem. Sudetenland) przez III Rzeszę w 1938. Z inicjatywy członka rady miejskiej Karniowa, Franza Irblicha zamieniono ją na targowisko co uchroniło ją od zniszczenia podczas tzw. nocy kryształowej z 9 na 10 listopada 1938. Zwoje Tory i przedmioty kultu udało się ochronić.
Po II wojnie światowej budynek służył jako magazyn, a od 1960 zamieniono go na archiwum powiatowe. W 1994 synagogę zwrócono żydowskiej gminie Ołomuniec. Archiwum przeniesiono do miejscowości Bruntál, a synagoga opustoszała. Powódź w 1997 uszkodziła archiwalia i samą budowlę. Od 2003 synagoga jest administrowana przez stowarzyszenie zarządzające (cz. Občanské sdružení Krnovská synagoga), które wykorzystuje ją m.in. na salę wystawową, koncertową i konferencyjną. We wrześniu tegoż roku odbył się w niej koncert pieśni żydowskich, a miesiąc później pokaz tańców żydowskich. W 2005 zakończyła się odbudowa wieży. Zostały w niej znalezione dokumenty z czasów jej budowy. W maju 2016 koncertem grupy „Shirim Ashiri” z Pragi rozpoczął się w niej Festiwal Muzyki Sakralnej Krnov 2016. W 80. rocznicę ocalenia synagogi 9 listopada 2018(dts) gościł w niej ambasador Izraela w Czechach Daniel Meron. Stowarzyszenie administrujące synagogą współpracuje z organizacją Beit Kraków oraz jej rabinem Tanją Segal, która 30 sierpnia 2019(dts) prowadziła w synagodze Kabalat Szabat, Szacharit i studiowanie Tory. 
W niektóre dni odbywają się w niej nabożeństwa oraz czytanie Tory. Ponadto organizowane są okolicznościowe wystawy. Po wcześniejszym zgłoszeniu u zarządzającego synagogą istnieje możliwość jej zwiedzenia.

## Architektura
Jest to budowla w stylu neoromańskim z wnętrzem w stylu mauretańskim. Ten styl budynku był pierwotnie oparty na islamskiej architekturze Maurów, północnoafrykańskich Arabów, którzy zamieszkiwali Półwysep Iberyjski w okresie (VIII–XV) wieku. W regionie morawsko-śląskim jest ona unikatową synagogą, ponieważ jako jedyna ma dwie wieże.
Synagoga ma 24 m długości, prawie 17 m szerokości, a wysokość obu wież osiąga prawie 22 m. Obiekt posiada trzy wejścia: główne, które znajduje się od ulicy Barvířskiej, boczne które jest usytuowane z południowo-wschodniej wieży i tylne od ogrodu. Przez przedsionek przy bocznym wejściu w południowo-wschodniej wieży wchodzi się do centralnej nawy synagogi. Drzwi znajdujące się we wschodniej fasadzie, od strony ul. Soukenickiej są jedynie elementem dekoracyjnym portalu i nie mają charakteru funkcjonalnego. W tylnej zachodniej części synagogi znajduje się parterowy korytarz połączony z wejściem głównym oraz dwuramienna klatka schodowa prowadząca na piętro, gdzie mieści się dawna sala posiedzeń, później archiwum oraz wejście na galerię (babiniec). Dach jest dwuspadowy. Dwie wieże na planie kwadratu (5 × 5) m przykryte są hełmami zakończonymi Gwiazdami Dawida. Z północno-wschodniej wieży rozciąga się perspektywa na centrum miasta, po dojściu do punktu widokowego przez południowo-wschodnią wieżę po spiralnych drewnianych schodach. Posadzka jest pokryta płytkami ze zdobieniem szachownicowym, na której znajdują się ławki, na 49 miejsc, w części pochodzące z 1897, z nieistniejącej synagogi w Ołomuńcu. Wokół ścian przebiega galeria (balkon), podtrzymywana przez zdobione arkady na obu poziomach, zakończone łukami w kształcie podkowy. Sufit ozdobiony jest drewnianymi, rzeźbionymi, brązowo-czerwonymi kasetonami. Do żeliwnych słupów nośnych przymocowana jest instalacja oświetlenia gazowego, a pod oknami i w suficie znajdują się szyby wentylacyjne. W 1898 zostały zamontowane w synagodze organy z miejscowej firmy Rieger, które po 1945 zaginęły.